# Clarence Gagnon
Pour les articles homonymes, voir Gagnon.
Clarence Gagnon, né le 8 novembre 1881 à Montréal et mort le 5 janvier 1942 dans cette même ville, est un artiste-peintre canadien.

## Biographie

### Formation
Natif de Montréal, Clarence Gagnon entame ses études à l'Académie commerciale catholique où le peintre Ludger Larose l'initie au dessin. Il est encouragé dans cette voie par sa mère, alors que son père préférerait qu'il se destine, comme lui, à une carrière dans le commerce. 
Clarence refuse de suivre les traces de son père et s'inscrit au Conseil des arts et manufactures où il sera l'élève d'Edmond Dyonnet et de Joseph Saint-Charles. Gagnon entre également à l'Art Association de Montréal dès 1897 où il suit l'enseignement de William Brymner. Il y a pour confrères Edward Finlay Boyd et A. Y. Jackson. Il participe également aux activités du Renaissance Club.
En 1900, Gagnon se lie d'amitié avec Horatio Walker et lui rend visite à l'Ile d'Orléans. Il passe alors un premier été à Beaupré et il développe son intérêt pour la peinture de paysages. Gagnon retourne à Beaupré en 1902 et se rend, pour la première fois, jusqu'à la Baie-Saint-Paul.
En décembre 1903, il vend 17 tableaux au marchand d'art James Morgan, ce qui lui permet d'aller à Paris.

### Premier séjour en Europe: 1904-1908

Olé !, 1906 (musée national des beaux-arts du Québec), souvenir du séjour de Gagnon en Espagne

Gagnon arrive à Paris en 1904, endroit idéal pour parachever sa formation. L'artiste rencontre à Paris son ami Boyd ainsi que plusieurs artistes québécois qui se rassemblent autour d'Hector Fabre ; Alfred Laliberté, Marc-Aurèle de Foy Suzor-Coté et Louis-Philippe Hébert. Il y fera également la connaissance de James Wilson Morrice et du graveur Donald Shaw Mac Laughlan. 
Gagnon s'inscrit à l'Académie Julian, où il étudie sous Jean-Paul Laurens. Il ne restera à l'Académie que quelque temps à la fois en raison de désaccords avec Laurens et parce qu'il préfère apprendre son métier en peignant des paysages in situ. Les toiles de Gagnon de cette époque représentent les environs de Paris, ainsi que plusieurs scènes tirées de ses voyages, qui le mèneront en Bretagne, en Normandie, en Espagne, au Maroc, et en Italie. Boyd est son compagnon de voyage à plusieurs reprises. En plus de ces toiles, il réalise alors une série d'eaux-fortes, et expose en compagnie de l'Américain George Charles Aid.
Gagnon se marie avec la montréalaise Katherine Irwin (1871-1919) en 1907. Le mariage ne durera pas; le divorce sera prononcé en 1918 et Katherine succombera de l'épidémie de grippe espagnole l'année suivante.
En 1907, Gagnon installe son studio au 9, rue Falguière, près de la gare Montparnasse, dans le quartier Necker. Il adopte ainsi Montparnasse dès son installation à Paris, et y passera l'essentiel de son temps lors de tous ses séjours dans la ville. 
Ce premier séjour en Europe permet à Gagnon de se faire connaître pour ses toiles et eaux-fortes qui seront exposées, entre autres, au Salon de la Société des artistes français. Les toiles de cette première période parisienne démontrent un choix de sujets ainsi qu'un style qui est très proche de celui des artistes français contemporains.

### Baie-Saint-Paul et le tournant de 1913

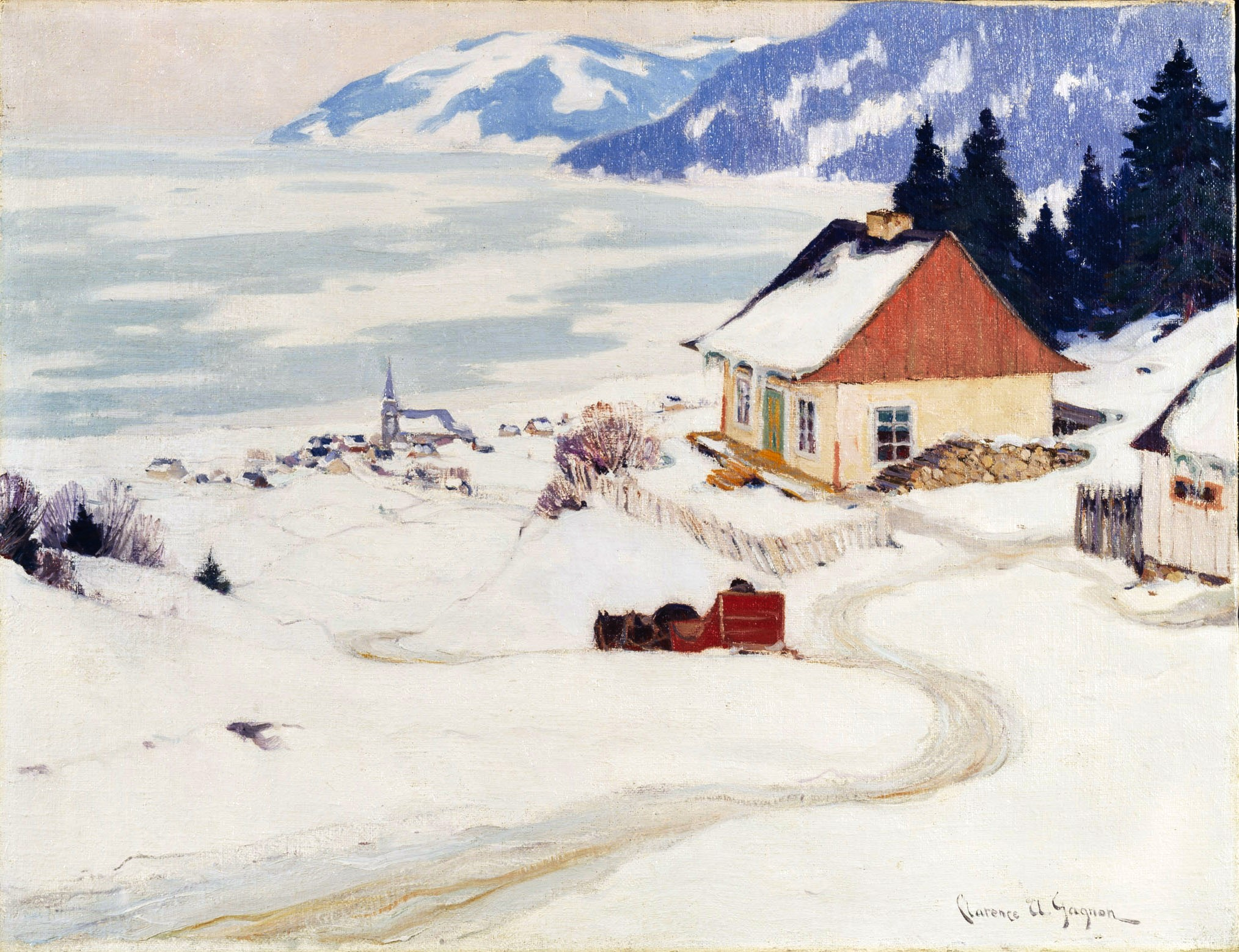
La Carriole rouge, 1924-25.

Gagnon partage son temps entre l'Europe et le Canada. Mais à partir de 1908, il séjourne de plus en plus souvent à Baie-Saint-Paul, où il peint nombre de paysages, le plus souvent hivernaux. Ces tableaux hivernaux seront exposés à Paris en 1913, à la galerie Reitlinger, où ils feront l'objet d'une exposition particulière. Cette exposition est un succès. Malgré de nombreux voyages entre l'Amérique et l'Europe, les paysages de Charlevoix deviendront désormais son sujet de prédilection.
Gagnon épousera en secondes noces Lucile Rodier en 1919, qui a elle aussi reçu une formation artistique. 
Dans Charlevoix, Gagnon va également découvrir une série de traditions artisanales, dont la renaissance est alors encouragée par le mouvement Arts and Crafts. Gagnon va par exemple donner à des artisanes des cartons pour réaliser des tapis crochetés et travaillera à la création d'un musée de traditions artisanales, qui ne verra jamais le jour. Cette manière de vivre traditionnelle des habitants de Charlevoix sera cependant illustrée dans plusieurs de ses toiles.

### Illustrations et fin de vie
Gagnon peint de moins en moins à partir du milieu des années 1920. 
Il se consacre alors à l'illustration du roman Maria Chapdelaine de Louis Hémon ainsi que du Le Grand Silence blanc de Louis-Frédéric Rouquette en 1929.
Clarence Gagnon meurt en 1942 d'un cancer du pancréas à l'âge de 60 ans. Il a été enterré au Cimetière Notre-Dame-des-Neiges, à Montréal. Ses œuvres sont exposées à la Galerie L'Art français.
Le fonds d’archives de Clarence Gagnon (MSS37) est conservé au centre BAnQ Vieux-Montréal de Bibliothèque et Archives nationales du Québec

## Style
La formation artistique de Gagnon intervient à un moment où les paysages de type hollandais sont très populaire chez les collectionneurs et les artistes montréalais et où l'art parisien sert de point de référence. 
Gagnon a su adapter sa solide formation artistique à une volonté de décrire avec simplicité et poésie les paysages et les traditions populaires québécois. Gagnon donne vie à ses toiles grâce à des couleurs chaudes qui transmettent l'ambiance climatique des paysages et la beauté des gestes des habitants qui accomplissent leurs tâches quotidiennes.
On remarque que tout au long de sa carrière, Gagnon refuse de suivre les avant-gardes européennes contemporaines et le modernisme.
Il aura de nombreux disciples, dont le peintre René Richard.

## Hommages
Les villes de Québec et de Baie-Saint-Paul ont érigé des bustes à la mémoire de l'artiste.
Plusieurs municipalités ont nommé une rue en son honneur dont Montréal,Québec, Laval, Terrebonne, Shawinigan, Saint-Charles-Borromée, Notre-Dame-de-l'Île-Perrot et Baie-Saint-Paul. Un lac dans la région administrative du Saguenay–Lac-Saint-Jean porte également son nom.
- Un monument en son honneur est présent à Québec à l'angle des rues Marché Champlain et rue Dalhousie. Une oeuvre de l'artiste Chanh Trung Truong et installée en 2002.

## Musées et collections publiques
- Art Gallery of Alberta
- Art Gallery de Hamilton
- McMichael Canadian Art Collection
- Musée d'art de Joliette
- Musée de Charlevoix
- Musée des beaux-arts de l'Ontario
- Musée des beaux-arts du Canada
- Museum London
- Musée Louis-Hémon
- Musée national des beaux-arts du Québec[17]
- The Robert McLaughlin Gallery
- Tom Thomson Memorial Art Gallery
- Vancouver Art Gallery